# Мелно (Ґрудзьондзький повіт)
Мелно (пол. Mełno, нім. Melden) — село в Польщі, у гміні Ґрута Ґрудзьондзького повіту Куявсько-Поморського воєводства.
Населення — 899 осіб (2011).
У 1975-1998 роках село належало до Торунського воєводства.

## Демографія
Демографічна структура станом на 31 березня 2011 року:
|          | Загалом | Допрацездатний вік | Працездатний вік | Постпрацездатний вік |
| -------- | ------- | ------------------ | ---------------- | -------------------- |
| Чоловіки | 445     | 87                 | 315              | 43                   |
| Жінки    | 454     | 78                 | 277              | 99                   |
| Разом    | 899     | 165                | 592              | 142                  |